# 犹太新娘

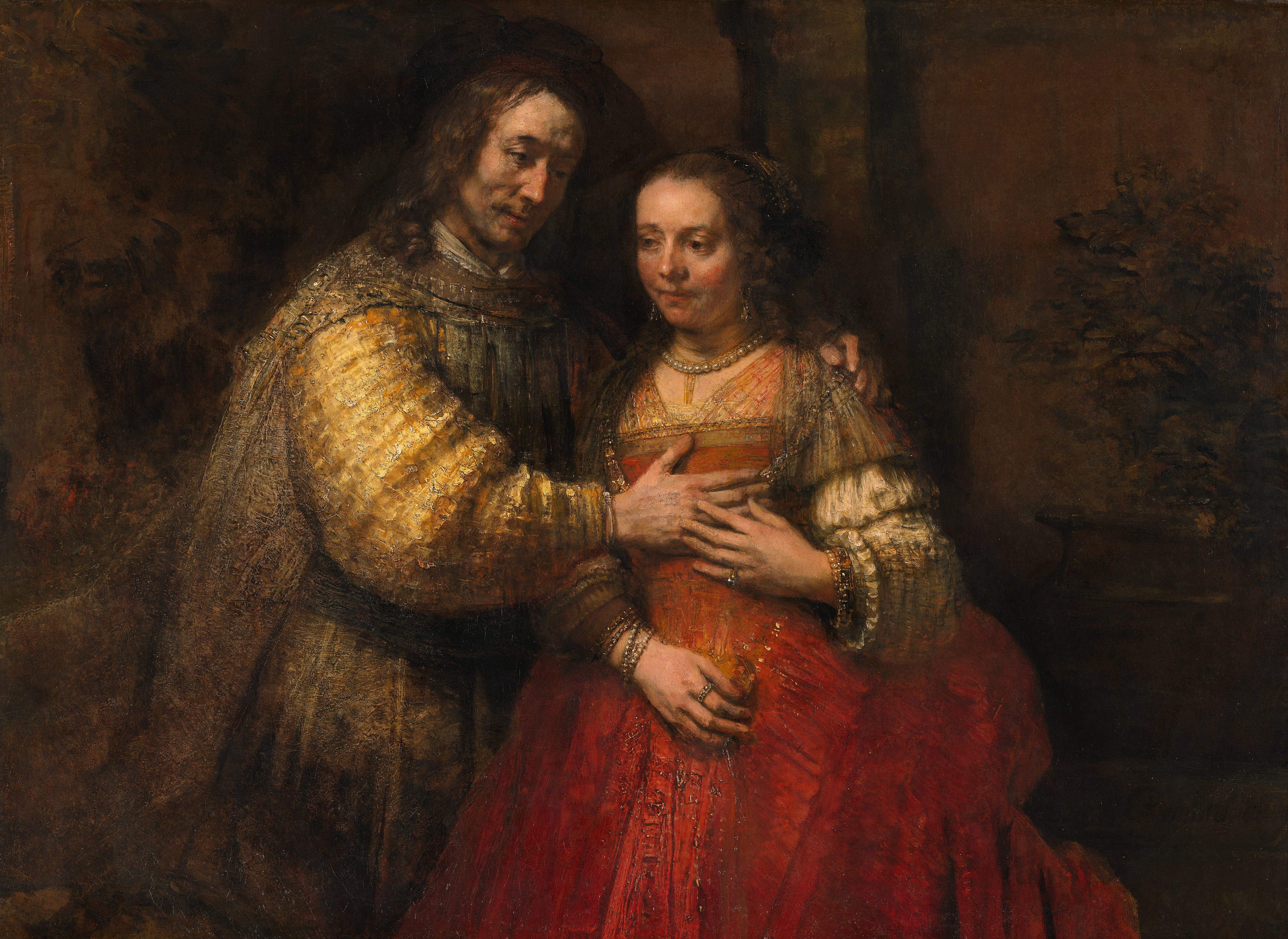

犹太新娘（The Jewish Bride，荷蘭文：Het Joodse bruidje）是伦勃朗作于大约1667年的一幅画作。该画作的名字由一位19世纪的阿姆斯特丹的收藏家所取，他认为这幅画描绘的是一位犹太父亲为自己出嫁的女儿带上项链的场景。但这一解释后来不再被人们广泛承认。关于画中两人身份的说法有很多，但不可否认的是伦勃朗在此画中表现的崇高与深刻的爱情。该画现藏于阿姆斯特丹国家博物馆。
Template:伦勃朗